# Дзогчен

Один из основных символов, используемых в Дзогчене, — тибетский слог белый А, символ изначального состояния

Дзогчен, дзогпа ченпо (тиб. རྫོགས་ཆེན་,транслитерация Вайли: rdzogs pa chen po, с тибетского языка можно перевести как «великое совершенство», «великая завершённость», «всецелая завершённость»; или ати-йога, махасандхи, маха-ати, санти маха, махабинду, тигле ченпо) — практическое учение, представляющее собой важнейшую часть школы ньингма тибетского буддизма. Дзогчен применяется и в других школах тибетского буддизма и в традиции бон.

## Значение термина и правописание
Иногда в переводах на западные языки дзогчен понимают как название традиции или систематизированного учения, что не соответствует действительности. Полное совершенство (тиб. дзогчен) обозначает изначальное состояние индивида, достигаемое или раскрываемое в созерцании. Методы, позволяющие раскрыть это состояние, условно называются учением дзогчен, то есть учением о великом совершенстве.
Санскритский термин ати-йога и тибетский термин дзогпа ченпо или сокращенно дзогчен являются именами нарицательными и поэтому по правилам русского языка пишутся со строчной буквы. В случаях, когда слово «дзогчен» является частью имени человека или титула, а также названием монастыря или организации и т.п., оно пишется с большой буквы, как имя собственное.

## История дзогчена
Вопрос исторического происхождения дзогчена не до конца ясен, имеются несколько гипотез.
Согласно тантрам ати-йоги, это учение лежит вне временных и пространственных измерений. Но в истории человеческой цивилизации учение Великого Совершенства восходит к первому патриарху Прахеваджре (тиб. Гарабу Дордже). Это учение не является локализованным, то есть привязанным к какой-либо отдельной религии. Дзогчен является практическим методом, ведущим к полному пробуждению, и содержит положения, позволяющие осуществлять практику в любой ситуации, в любое время, в любых условиях и даже в контексте других религий.
В Кулаяраджа-тантре (тиб. Кунджед Гьялпо) говорится, что учение Будды состоит из 9 колесниц и ати-йога или великое совершенство (тиб. дзогчен) считается высшей колесницей, прямо и безошибочно ведущей к полному пробуждению. Эта тантра была переведена на тибетский язык с санскрита в VIII веке и сохранилась в самой ранней по времени школе тибетского буддизма Ньингма (школа «старых переводов»), которая возникла в начале распространения буддизма в Тибете и считает своим основателем самого Падмасамбхаву.
Согласно истории, описанной Вималамитрой в конце VIII века в тексте «Сердечная сущность Вималамитры», было двенадцать древних учителей дзогчена. Первый Учитель — Кхеу Нангва Сам Гьи Ми Кхьяб Па, второй Учитель — Кхеу О Ми Трук Па, третий Учитель — Джам Пал Джигпа Кьёб Пай, четвертый Учитель — Щонну Ролпа Нампар Цева, пятый Учитель — тот, которого также называют «Шестым» Буддой Ваджрадхарой, шестой Учитель — Щонну Пао Тобдэн, седьмой Учитель Дрангсонг Тропей Гьялпо, восьмой Учитель — архат Сер О Дампа, девятый Учитель — Цэва Ролпей Лодро, десятый Учитель — Будда Кашьяпа, одиннадцатый Учитель — Будда Нгодзог Гьялпо, двенадцатый Учитель — Будда Шакьямуни. В тексте утверждается, что будучи в форме Будды Ваджрасаттвы, он передал учения великого совершенства Прахеваджре (тиб. Гарабу Дордже).
Согласно преданию, первый учитель ати-йоги Прахеваджра (тиб. Гараб Дордже) родился и учил в буддийской стране Уддияна (или Одияна). Существует множество сказочных историй об этом месте, в связи с чем принято считать, что Уддияна не существовала в реальности. Однако знаменитый учёный-историк и учитель дзогчен, профессор Намхай Норбу Ринпоче полагает, что Уддияна существовала в действительности. По мнению Намхая Норбу Ринпоче, Уддияна была северной частью Индии, располагалась на территории нынешней долины Сват в Пакистане, и подверглась разрушению в ходе исламского вторжения. Согласно этой версии, Гараб Дордже был исторической фигурой и жил, скорее всего, в первой половине первого тысячелетия н. э.; он учил дзогчен в период, когда Сутры Махаяны и многие Тантры Ваджраяны были уже распространены. Первым учеником Гараба Дордже стал Манджушримитра — индийский пандит университета Наланда, воспитанный на философии Читтаматры и практиках Ваджраяны.
В середине и второй половине XX века, когда тексты по дзогчену не были переведены, существовало мнение некоторых западных историков, что это учение появилось вследствие влияния принципов китайской школы чань (дзэн) (которая в свою очередь также пришла из Индии) на учение Ваджраяны. Сейчас, когда многие тексты дзогчена переведены на западные языки, эта версия представляется несостоятельной, поскольку большинство его методов и терминология не имеют аналогов ни в чань, ни в Ваджраяне.
В традиции Бон, добуддийской религии тибетцев, считается, что принцип дзогчен присутствовал в учении Бон ещё до появления индийского буддизма в Тибете. Некоторые учителя уверены, что бонское учение Shang Shung Nyen Gyu в своем первоначальном виде из 12 коротких строк представляет собой подлинный принцип учения ати-йоги и, очевидно, восходит к Тонпа Шенрабу — древнему учителю, основателю Бон из царства Шанг-Шунг.

### Передача дзогчена
Буддийская традиция дзогчена опирается на следующую линию передач:
1. Прахеваджра (тиб. Гараб Дордже): III век н. э. также есть версия 184 до н. э. — 57 до н. э.
2. Манджушримитра (Тиб. Jampal Shenyen, Wylie: 'jam dpal bshes gnyen): III век н. э. или также по другой версии II век до н. э., современник Прахеваджры
3. Шри Симха (Śrī Siṃha, Tib. Palgyi Senge, Wylie: dpal gyi senge): IV век н. э.
4. Падмасамбхава: VIII век
5. Вималамитра (Tib. Drime Shenyen, Wylie: dri med bshes gnyen): конец VIII века
6. Вайрочана (Tib. Nampar Nangdze Lotsawa, Wylie: rnam par snang mdzad lo tsa ba): конец VIII века

В Тибете школа Ньингма ведёт традицию дзогчена от Гараба Дордже.
В школе Кагью носителем дзогчена являлся третий Кармапа, Рангджунг Дордже.
В школе Гелуг традицию дзогчена несут Далай-лама V, Далай-лама XIII и Далай-лама XIV.
В религии Бон имеются свои четыре линии дзогчена: Атри (Wylie: a khrid), Дзогчен и Устная традиция Шангшунга (Shang Shung Nyen Gyu; Wylie: zhang zhung snyan rgyud). Они все восходят к основателю Бон Тонпа Шенрабу.

## Содержание учения
В учении дзогчена говорится об изначальном состоянии (Ригпа), изначальной неотъемлемой природе каждого существа. Говорится, что эта «природа» или природа ума является пустой, чистой, ясной, всеобъемлющей. Также используются термины — «изначальное осознавание» или «естественное состояние». Ригпа не имеет собственной формы, но способна проявлять, воспринимать, переживать, отражать или выражать все возможные формы. Она делает это не будучи затронута этими формами каким-либо образом. В качестве примера мастера дзогчена часто приводят зеркало, которое может проявлять любые отражения, но эти отражения не влияют на само зеркало. Если человек способен поддерживать в себе это состояние, состояние дзогчена, то он или она более не переживают дукха — каких-либо форм страдания.
Это чистое состояние является, по сути, изначально присуще каждому живому существу, являясь состоянием будды, или бодхичиттой. Находясь за пределами ограничений времени и условий, это состояние является средоточием всякого живого существа.
Дзогчен передаётся от мастера, который смог реализовать в себе данное состояние изначального бытия, к ученику.
Суть учения дзогчен выразил Гараб Дордже в трех заветах, которые он передал своему ближайшему ученику Манджушримитре:
1. Получить прямое ознакомление с природой своего сознания (от опытного мастера).
2. Устранить сомнения.
3. Оставаться в этом состоянии.

В соответствии с этими тремя заветами, Манджушримитра классифицирует все учение по трем разделам:
1. Семдэ — раздел природы ума.
2. Лонгдэ — раздел изначального пространства.
3. Менгагдэ — раздел тайных устных наставлений.

Учение дзогчен позволяет достичь конечной реализации (состояния будды) в течение одной жизни, в том числе путём реализации «тела света» в конце жизни.
В текстах дзогчена предписано вегетарианство.

## Современный дзогчен
В настоящее время дзогчен преподается во многих странах мира. В России наиболее известны следующие практические школы:
1. Международное Дзогчен-сообщество, созданное Намкаем Норбу Ринпоче
2. Тулку Урген Ринпоче и Чоки Нима Ринпоче представляют школу Ка-Ньинг (кагью + ньингма), сочетающую традиции Дзогчен и Махамудра
3. Центр Падмасамбхавы, созданный Палдэн Шерабом Ринпоче и Цеванг Донгьялом Ринпоче.
4. Университет Шри Сингха, созданный Дзогчен Кхенпо Чога Ринпоче
5. Учитель дзогчен традиции Бон — Тендзин Вангьял Ринпоче